# Христианство в Коста-Рике

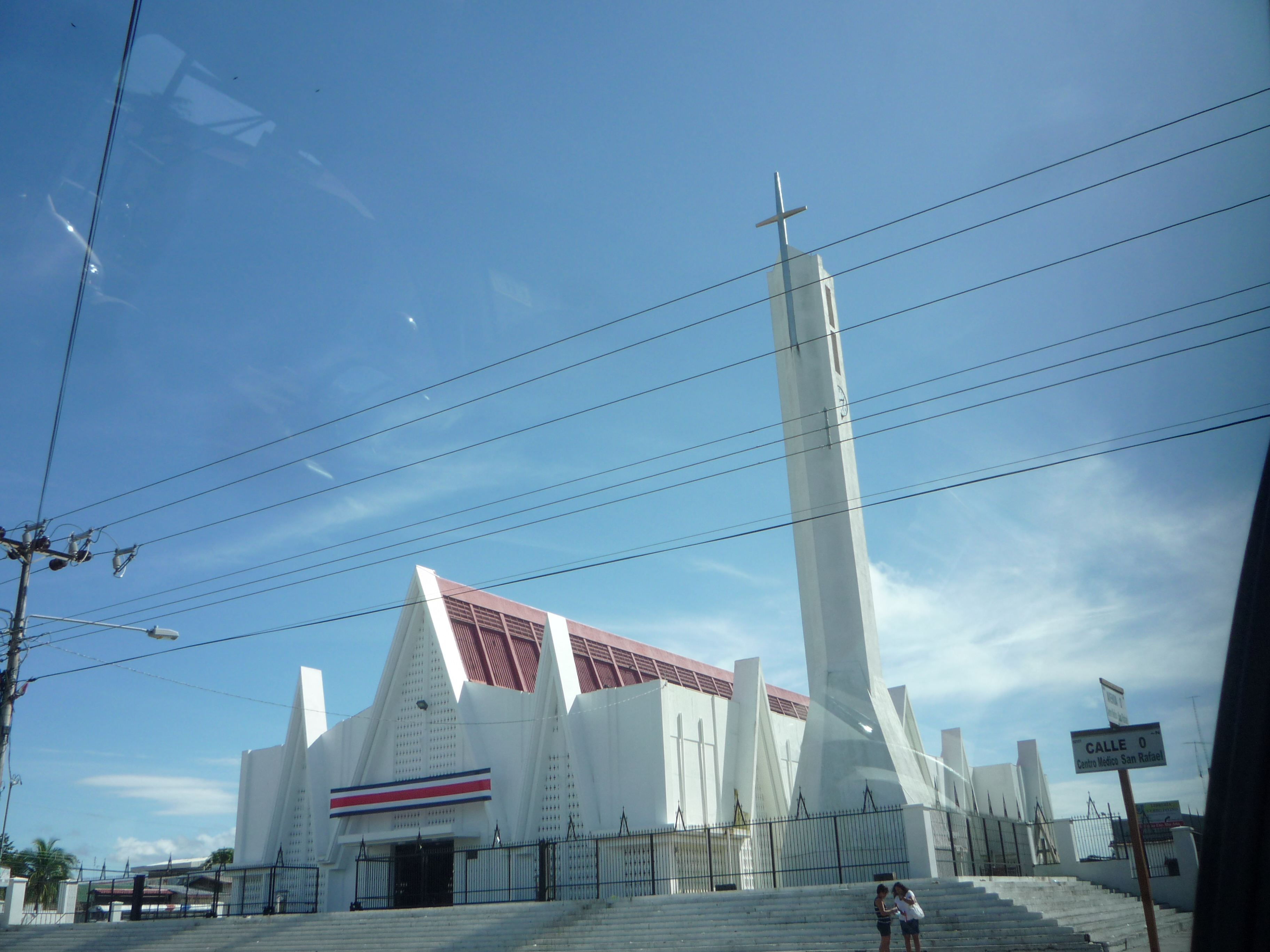
Католический кафедральный собор в городе Либерия

Христианство в Коста-Рике — самая распространённая религия в стране.
По данным исследовательского центра Pew Research Center в 2010 году в Коста-Рике проживало 4,23 млн христиан, которые составляли 90,9 % населения этой страны. Энциклопедия «Религии мира» Дж. Г. Мелтона оценивает долю христиан в 2010 году в 96,8 % (4,5 млн).
Крупнейшим направлением христианства в стране является католицизм. В 2000 году в Коста-Рике действовало 3895 христианских церквей и мест богослужения, принадлежащих 148 различным христианским деноминациям.
Помимо костариканцев, христианство исповедуют живущие в стране ямайцы, панамцы, американцы и европейцы (баски, англичане, французы и др.). В христианство также обращены местные народы — брибри, кабекар, борука и гуатусо.
Христиане Коста-Рики участвуют в межконфессиональном диалоге. Некоторые протестантские церкви страны являются членами Латиноамериканского совета церквей. Консервативные евангельские христиане сотрудничают вместе в Коста-риканском евангелическом альянсе, связанном со Всемирным евангельским альянсом.